# Unser Lehrer Doktor Specht
Unser Lehrer Doktor Specht ist eine Familienserie des Autors Kurt Bartsch, der Regisseure Werner Masten (Folge 1–57), Vera Loebner (Folge 58–63) und Karin Hercher (Folge 64–70), gedreht ab 1991 in Deutschland. Die Folgen hatten eine Länge von 52 (erste Staffel) bzw. 46 Minuten (zweite bis fünfte Staffel). Für spätere Wiederholungen wurden auch die Folgen der ersten Staffel auf etwa 45 Minuten gekürzt. Zudem wurden sie mit einem alternativen, kürzeren Abspann versehen, der außerdem in einer anderen Schrift gestaltet wurde.

## Handlung
Dr. Markus Specht ist Lehrer an verschiedenen Schulen in ganz Deutschland. Sein außergewöhnliches Engagement für seine Schüler zeichnet ihn aus. Auch sein Privatleben wird thematisiert und spielt oft in den Schulalltag hinein.

### Schulwechsel
In den fünf Staffeln wird Specht immer wieder versetzt und erlebt dabei die ruhige Stadt Celle, ein Internat auf einer Insel („Krähenwerder“), die politische Situation kurz nach der Wende in Potsdam und Berlin, und am Ende der Serie das bayerische Landleben, wieder in einem Internat. Die Außenaufnahmen wurden überwiegend auf der Insel Scharfenberg in Berlin-Tegel, die auch ein Gymnasium mit angeschlossener Schulfarm beherbergt, gedreht.
Wenige der Figuren begleiten ihn durch die gesamte Serie, so die schwiegermütterliche Pensionsbesitzerin Pia Kleinholz, die später seine Stiefmutter wird, als sie seinen Vater heiratet. Sie zieht stets mit dem Pädagogen von Stadt zu Stadt und kauft neue Pensionen, in denen Specht lebt. Der Schüler Charly folgt seinem Lieblingslehrer von Celle nach Berlin und begleitet ihn somit durch die ersten beiden Staffeln. Die Schauspielerin Fanny Moll leitet zunächst in Celle die schulische Theatergruppe und später in Potsdam ein Café, dessen Inhaber Specht ist und vor allem von seinen Schülern frequentiert wird. Sie fungiert hiermit in der ersten und in der zweiten Staffel in zentraler Rolle.
Specht wird in jeder Staffel und bei jedem Schulwechsel zunächst von seinen neuen Schülern kritisch gesehen, baut aber dann ein Vertrauensverhältnis auf, das ihn von anderen Lehrern unterscheidet. Dies bringt ihm jedoch auch Nachteile ein, etwa den Vorwurf der sexuellen Nähe zu einem Mädchen.

### Schulgeschehen
In den einzelnen Geschichten werden verschiedenste denkbare Ereignisse aus dem Schulalltag abgehandelt. Hierbei geht es meistens um Schüler aus Spechts zehnten Klassen, die 16 bis 18 Jahre alt sind. Inhalte der Handlungsstränge sind zum Beispiel: Ein Schüler schwänzt notorisch die Schule, ein Mädchen verfällt der Drogensucht, eine Schülerin wird von ihrem Vater geschlagen, Alkoholismus und Arbeitslosigkeit bei Eltern, ein Bluter stirbt nach einer Verletzung, eine Schülerin erkrankt an HIV, eine Referendarin geht mit einem Schüler ins Bett, eine Schülerin ist schwanger, ein Junge verliebt sich in ein streng muslimisches Mädchen, ein weiterer verkraftet die Scheidung seiner Eltern nicht, eine Schülerin schwärmt für ihren Lehrer, andere verzweifeln am Karrieredruck.
Insbesondere die zweite Staffel legt einen starken Fokus auf gesellschaftspolitische Zusammenhänge rund um den Zusammenbruch des DDR-Regimes. Einer der Potsdamer Zehntklässler trifft mit Spechts Hilfe seine Eltern wieder, die Regimegegner waren und denen er deshalb als Kleinkind entrissen wurde. Andere Schüler schließen sich aus Frust über die Situation nach der Wende einer Neonazi-Gruppe an.
Innerhalb der Lehrerkollegien gibt es persönliche Konflikte, die ebenfalls in Handlungssträngen münden. Oft gründet der Streit darauf, dass gegensätzliche pädagogische Ansichten zugrunde liegen. Specht agiert betont schülerfreundlich, andere hingegen vertreten autoritärere Erziehungsstile. Specht nimmt teilweise Leitungsfunktionen in seinen Schulen ein, welche ihm andere streitig zu machen versuchen.

### Liebesleben
Privat wird Specht als ein Mann dargestellt, an dem Frauen sehr interessiert sind. Er war vor dem Einsetzen der Serienhandlung verheiratet gewesen. Seine Frau starb bei einem Autounfall, sodass er in der ersten Staffel selbst kein Auto fährt, sondern alles mit dem Fahrrad erledigt. Später geht er einige Beziehungen mit Frauen ein, teils mit Müttern von Schülern. Er verliert seine Geliebten aber immer wieder nach ähnlichem Muster: Seine Partnerinnen ziehen aus beruflichen Gründen in eine andere Stadt und die Beziehung hält der Entfernung nicht stand.

### Besonderes
Die Serie ist, im Gegensatz zu den Lümmel-Filmen mit Hansi Kraus, realistischer dargestellt. Das Schulleben wird nicht verschönt, aber auch nicht dramatisiert. Dies bescherte der Serie eine außerordentliche Beliebtheit, und sie wurde zu einem Zuschauererfolg. Allerdings wurden die Stoffe zum Ende der Serie seichter umgesetzt, die Quote brach ein und die Serie wurde schließlich abgesetzt. Zudem wollte sich vor allem Robert Atzorn neuen Aufgaben wie dem Tatort widmen. In diesem Zusammenhang sagte er einmal sinngemäß: „Die Leute werden immer den Lehrer in mir sehen, ich wünschte, er wäre den Serientod gestorben oder die Leiche in meinem ersten Tatort wird gefunden mit dem Ausruf Der Specht ist tot!“

## Besetzung (Auszug)
In der Serie spielten zahlreiche und sehr bekannte deutsche Schauspieler Gastrollen oder waren für einige Staffeln dabei. Für Veronica Ferres bedeutete ihre Rolle als Sekretärin Anita Kufalt in der zweiten und dritten Staffel der Serie den Durchbruch als Schauspielerin. Die Darsteller der Schüler und Schülerinnen sind in den meisten Fällen keine Schauspiel-Profis geworden und nicht aufgeführt. Prominente Ausnahmen sind Gerrit Schmidt-Foß, Barnaby Metschurat, Kami Manns, Florian Lukas und Katrin Weisser. Sowohl in der dritten als auch in der fünften Staffel trug ein Schüler den Namen Kaspar Riedel, wobei es sich nicht um dieselbe Rolle handelte.
A
- Barbara Adolph als Frau Ziesche (1991)
- Robert Atzorn als Dr. Markus Paul Specht (1991–1999)

B
- Fritz Bachschmidt als Oswald Specht (1991)
- Anka Baier als Frau Lindemann (1992)
- Gerd Baltus als Herr Hohlbein (1995–1996)
- Imke Barnstedt als Frau Pieper (1991)
- Peter Bause als Herr Dumbeck (1994)
- Hartmut Becker als Lothar Pösel (1991)
- Michael Benthin als Herr Kneifer (1999)
- Wolf-Dietrich Berg als Herr Bloch (1991)
- Ingrid van Bergen als Frau Liebscher (1991)
- Gunter Berger als Prof. Zobel (1991)
- Maxi Biewer als Schwester Evelyn (1991–1992)
- Anna Bolk als Gesine Schwan (1994)
- Charles Brauer als Julius Hartlaub (1991, 1994)
- Sharon Brauner als Sekretärin „Blümchen“ Blum
- Hans Brenner als Prof. Böck (1999)
- Christian Brückner als Prof. Karl Schnabel (1996)
- Eva Brumby als Frau Schneeberg (1992)
- Annekathrin Bürger als Elvira Schramm (1992)
- Hellena Büttner als Frau Völpel (1994)

D
- Davia Dannenberg als Julia Nachtweih (1996)
- Ursula Diestel als Schwester Phoebe (1994)

F
- Eberhard Feik als Herr Bliese (1992)
- Rita Feldmeier als Frau Jänicke (1995)
- Veronica Ferres als Anita Kufalt (1992, 1994, 1996)
- Erika Fuhrmann als Frau Bach (1992–1993)

G
- Martina Gedeck als Ramona (1991)
- Klaus Gehrke als Herr Leberecht (1994)
- Renate Geißler als Frau Blüm (1992)
- Ygal Gleim als Karlheinz „Charly“ Schütze (1991–1993)
- Karin Gregorek als Frau Punkt (1992)
- Jenny Gröllmann als Fräulein Conradi (1994)

H
- Ludwig Haas als Senator Paulick (1992)
- Annemone Haase als Lisa Kolberg (1994)
- Christine Harbort als Frau Leberecht (1994)
- Corinna Harfouch als Dr. Lilo von Barnim (1991–1992)
- Maria Hartmann als Karoline Anselm (1995–1999)
- Angelika Hartung als Hauptkommissarin Steger (1992, 1996)
- Esther Hausmann als Frau Riedel
- Klaus Hecke als Ferdinand Lurch (1994–1999)
- Bastian Heinrich als Marius Engel (1991–1992)
- Reiner Heise als Jonas Kuhlmann (1994)
- Anette Hellwig als Nelly Bach (1992)
- Irm Hermann als Frau Krahl (1991–1992)
- Petra Hinze als Frau Gebhardt (1992)
- Heinz Hoenig als Werner Rösler (1991)
- Christoph Hofrichter als Dietmar „Rainer Maria“ Klose (1991)
- Nina Hoger als Dr. Constanze Engel
- Jürgen Holtz als Walter „Sir W. P.“ Pfeffer (1994)
- Dieter Hufschmidt als Schulrat Amsel (1991–1992)
- Dietmar Huhn als Hausmeister Beuke (1992)

J
- Doreen Jacobi als Pauline Quandt (1992–1993)
- Brigitte Janner als Frau Engel (1991–1992)

K
- Michael Kausch als Herr Sperlich (1992)
- Petra Kleinert als Mathilde Specht, geb. Möhring (1994–1999)
- Jochen Kolenda als Herr Windisch (1992)
- Diether Krebs als Ludger Grolmann (1996)
- Marina Krogull als Therese Sommer (1992)
- Wolfgang Kühne als Bernhard Tannhäuser (1996)

L
- Dieter Landuris als Günter „Fliege“ Flieg (1991–1994)
- Marga Legal als Nachbarin (1994)
- Dascha Lehmann als Marion Fröse (1994)
- Dietrich Lehmann als Werner Schneider (1991)
- Simon Licht als Sportlehrer Lohmann (1999)
- Johanna Liebeneiner als Musiklehrerin Seelig (1999)
- Joachim Hermann Luger als Herr Golz (1991)
- Florian Lukas als Ronni Hamann (1996)
- David Lütgenhorst als Benedikt Mönch (1999)

M
- Rosemarie Mägdefrau als Edith Heilbutt (1991)
- Andreas Mannkopff als Herr Brösel (1995)
- Kami Manns als Ramona Bischof (1996)
- Peter Matić als Herr Zeisig (1992)
- Dietrich Mattausch als Ewald Schopenhauer (1991, 1992, 1994, 1996, 1999)
- Silke Matthias als Frau Fendel (1999)
- Thomas Meinhardt als Herr Mönch
- Barnaby Metschurat als Kaspar Riedel (1995)
- Klaus Mikoleit als Herr Dassler (1991)
- Manfred Möck als Herr Stanke (1992)
- Ursela Monn als Frau Schütze (1991–1993)
- Dieter Montag als Herr Dreyer (1996)
- Pierre René Müller als Ringo Sawade (1995)

N
- Hans Nitschke als Herr Bach (1992)

O
- Gerhard Olschewski als Herr „Latte“ Lattmann (1991)

P
- Dieter Pfaff als Dr. Pillwein (1991)
- Helmut Pick als Alfons Specht (1994–1999)
- Sascha Posch als Justus von Sternberg
- Sabine Postel als Liane Pösel (1991)
- Friedhelm Ptok als Herr Ziesche (1991)
- Wilfried Pucher als Schulrat Lothar Bartsch (1994)

R
- Christiane Reiff als Frau Schneider (1991)
- Tamara Rohloff als Frau „Lämmchen“ Lammert (1991, 1992)
- Angela Roy als Frau Klug
- Melanie Rühmann als Sunny Barfuß (1996–1999)

S
- Ralf Schermuly als Herr von Sternberg (1999)
- Peter Schiff als Klubbesitzer (1991)
- Alexandra Schiffer als Evchen Lamprecht
- Michael Schiller als Katzer
- Britta Schmeling als Rieke Heilbutt (1991, 1994)
- Gerrit Schmidt-Foß als Fabian Frosch (1994–1995)
- Kornelia Schmitz als Elke Huhn (1991, 1992)
- Gunter Schoß als Herr Fink (1994–1995)
- Hartmut Schreier als Gisbert Brüll (1992–1995)
- Erich Schwarz als Frauenarzt (1992)
- Wolf-Dietrich Sprenger als Herr „Tacitus“ Grützge (1992)
- Erwin Steinhauer als Herr Leitmeier (1999)
- Klaus-Jürgen Steinmann als Stadtrat Matern (1992)
- Christian Steyer als Stefan Prätorius (1994)
- Hans-Martin Stier als Notarzt (1992)
- Angela Stresemann als Mia Körber (1994)

T
- Klaus-Peter Thiele als Herr Dr. Fröse (1994)
- Simone Thomalla als Regine Holle (1992, 1994)
- Carin C. Tietze als Katrin Bieler (1996, 9 Folgen)
- Werner Tietze als Herr Dr. Alois Hofer (1992–95)
- Franziska Troegner als Frau Neuhaus (1996)
- Gisela Trowe als Pia Specht-Kleinholz, verw. Kleinholz (1991, 1992, 1994–1999)
- Walter Tschernich als Alfons Duseler (1991)

V
- Julia Valet als Bettina Weithase (1991)

W
- Jürgen Watzke als Herr Menzel (1992)
- Horst Weinheimer als Hauptkommissar Möbius (1994, 1995)
- Antje Weisgerber als Henriette von Barnim (1991–1992)
- Katrin Weisser als Ulrike von Barnim (1991–1992)
- Claudia Wenzel als Fanny Moll (1991–99)
- Christopher Wieszt als Michael Krahl (1991–1992)
- Raphael Wilczek als Ferdinand Graf von Hameln (1999)
- Bodo Wolf als Herr Dillinger (1991)
- Achim Wolff als Herr Schmalfuß (1992)
- Monika Woytowicz als Frau Schnabel (1996)

Z
- Rolf Zacher als Herr Krahl (1991–1992)
- Daniela Ziegler als Paula Quandt (1992, 1994)
- Billie Zöckler als Frau Thymian (1996, 11 Folgen)

## DVDs
Die ersten drei Staffeln sind auf DVD veröffentlicht worden: Staffel 1 erschien am 14. Mai 2007, Staffel 2 am 14. August 2009 und Staffel 3 am 19. August 2011. Die Staffeln 4 und 5 wurden nicht als Einzelbox herausgegeben. Eine Komplettausgabe mit allen 70 Folgen auf 20 DVDs erschien am 18. Dezember 2015.

## Ähnliche TV-Serien
- Schülergeschichten (SDR, 1980/81)
- Eine Klasse für sich (ZDF, 1984/85)
- Der Lehrer (RTL)